# Maringeologi
Maringeologi er et underområde af geologi, læren om den fysiske struktur af hav- og søbunde. I maringeologien foretager man geofysiske, geokemiske, sedimentologiske og palæontologiske undersøgelser af havbunden og strandområder. Maringeologi har tætte forbindelser til fysisk oceanografi og pladetektonik.
Maringeologien var nøglen til forståelsen af bevægelserne af havbundene og pladetektonikken i årene efter 2. verdenskrig. De dybeste havbunde i de store oceaner er fortsat stort set uudforskede, og udforskningen heraf drives nu med ønsket om at få en præcis kortlægning af havbundene (af blandt andet militære årsager) og af økonomiske årsager, da man håber at finde mineraler som olie og metaller.
Endvidere er der behov for at forstå de vulkanske og seismiske aktiviteter, der ofte foregår under havets overflade i blandt andet Ildringen i Stillehavet. Også her har maringeologerne en vigtig mission, lige som det er tilfældet i forståelsen af disse års klimaændringer. 
I Danmark forskes der i maringeologi på GEUS, hvor det især er havene omkring Grønland, der er fokus på.
| Geologi | Spire Denne artikel om geologi er en spire som bør udbygges. Du er velkommen til at hjælpe Wikipedia ved at udvide den. |